# Национальный банк Республики Карелия
Национа́льный банк Респу́блики Каре́лия — территориальное подразделение Центрального банка Российской Федерации, расположено в Петрозаводске.

## История

### Этапы преобразований
- Петрозаводское отделение Государственного банка с 3.01.1911 года.
- Карельская контора Государственного банка РСФСР с 16.03.1922 года.
- Карельская контора Государственного банка СССР с 1923 года.
- Карело-финская Республиканская контора Государственного банка СССР с 1940 года.
- Карельская Республиканская контора Государственного банка СССР с 1956 года.
- Карельское Республиканское управление Госбанка СССР с 1.01.1988 года.
- Главное управление Госбанка РСФСР по Карельской АССР с 17.08.1990 года.
- Главное управление Центрального банка РСФСР по Карельской АССР с 1.01.1991 года.
- Национальный банк Республики Карелия Центрального банка Российской Федерации с 11.07.1994 года.
- Отделение Банка России — Национальный банк по Республике Карелия с 15.05.2014  года

### Петрозаводское отделение Госбанка
В 1891 году Олонецкая губернская земская управа по предложению её председателя В. В. Савельева направила губернатору Олонецкой губернии Г. Г. Григорьеву аналитическую записку с настоятельной просьбой открытия в Петрозаводске отделения Государственного банка, мотивируя это отсутствием в губернии «кредитного учреждения, в котором местные жители могли бы хранить свои сбережения, а в случае нужд получать из него ссуды под учёт векселей и имущества». Однако тогда это предложение осталось без внимания.
Лишь в 1910 году было принято решение об открытии в столице Олонецкой губернии отделения Государственного банка Российской империи. Осенью 1910 года Министерством финансов утвердило штат сотрудников отделения, который должен был состоять из 12 человек (не считая счётчиков, дворника, караульных и сторожей), на обустройство банка выделено 4,5 тысячи рублей. Управляющим Петрозаводским отделением Госбанка был назначен Аполлон Николаевич Грепачевский, прибывший в Петрозаводск из Житомира, где он занимал аналогичную должность. Оклад управляющего составлял 3 тыс. рублей в год.
Отделение разместилось в деревянном доме, «занимаемом ранее Губернским присутствием и Губернским по земским и городским делам присутствием. Помещение это заново отделано и насколько возможно приспособлено для надобности отделения банка».
В декабре 1910 года в подотчетность Петрозаводскому отделению Госбанка были переведены все уездные казначейства Олонецкой губернии, приписанные ранее к Санкт-Петербургской конторе Госбанка. На счетах отделения сконцентрированы все денежные ресурсы губернии, включая бюджеты земств и городов.
3 января 1911 года состоялось официальное открытие отделения. А 8 января управляющий получил от Министра финансов В. Н. Коковцова телеграмму с поздравлениями, в которой сообщалось также о том, что император Николай II «выразил удовольствие» по поводу открытия Петрозаводского отделения Госбанка.
Петрозаводское отделение Госбанка принимало вклады от населения и организаций, осуществляло учёт векселей, покупку и продажу государственных ценных бумаг, выплачивало проценты по билетам внутренних займов, покупало и продавало драгоценные металлы, обменивало кредитные билеты на золото. С 1912 года значительное развитие получили вексельные операции, в основном с торговыми векселями, что оказало серьёзную поддержку развитию торговой и промышленной деятельности.
В 1914 году Россия вступила в войну против Германии. С осени 1915 года начались большие экономические трудности.
В конце 1917 года власть в Петрозаводске перешла к Олонецкому губернскому совету.
В начале 1918 года из-за острого недостатка денежных знаков в Олонецкой губернией была предпринята попытка выпустить собственные рубли, так называемые боны, но в силу определенных обстоятельств они в обращение не вышли. Сегодня их можно увидеть в Карельском Государственном краеведческом музее.

### Карельская контора Госбанка РСФСР
С 16 марта 1922 года — Карельская контора Государственного банка РСФСР. С 1923 года — Карельская контора Государственного банка СССР.
Основными задачами конторы стали кредитование лесозаготовок и сельского хозяйства, помощь в укреплении и развитии местной кооперации и государственной торговли, а также кредитование частного предпринимательства. Общий объем кредитов, выданных Карельской конторой Госбанка в 1922 году, распределялся следующим образом: 45,1 % — кредиты частной торговле и предпринимателям, 36,1 % — кредиты потребительской кооперации, (18,8 %) — государственной торговле. Контора производила расчеты между предприятиями, организациями и частными лицами, обеспечивала кассовое исполнение бюджета. Активно велись операции с драгметаллами и иностранной валютой (до 16 наименований валют). Также осуществлялась покупка и продажа ценных бумаг, учёт векселей и размещение облигаций государственных займов.
По данным на 1 октября 1927 года доля кредитов, предоставленных предприятиям лесной промышленности, составляла 85 % от общего объема кредитных вложений Госбанка в Карелию.
Одной из основных функций Карельской конторы Госбанка были кассовые операции по средствам бюджетов СССР, РСФСР, а также республиканских, районных и городских бюджетов. В эти годы Карелия пользовалась особыми правами в области госбюджетных отношений, что позволяло оставлять в республиканском бюджете все государственные доходы, получаемые на её территории (за исключением доходов по общесоюзным ведомствам). Все государственные расходы (за исключением расходов общесоюзных ведомств) удовлетворялись через бюджет Карелии. В общесоюзных расходах Карелия участвовала ежегодными взносами.
В 1927 году банковская система Карелии состояла из пяти кредитных учреждений: Карельская контора Государственного банка с подотчетными ей Сорокским и Кемским агентствами, Карельский коммунальный банк, Карельское общество сельскохозяйственного кредита и Карельское общество Взаимного Кредита. К 1938 году число филиалов увеличилось до 19-ти, а к 1940 году — до 27-ми. Штатная численность работников за этот период выросла до 402 человек.

### Карело-Финская республиканская контора Госбанка
Весной 1940 года после советско-финской зимней войны по условиям Московского мирного договора от Финляндии к СССР среди прочего отошла часть Выборгской губернии. Часть полученной территории была присоединена к Карельской ССР, а сама республика была преобразована в Карело-Финскую ССР — союзную республику в составе СССР. Это преобразование повысило государственно-правовой статус республики и расширило права в области государственного, социально-экономического и культурного развития. Изменились также статус и название Карельской конторы Госбанка. С 11 апреля 1940 года Карельская республиканская контора Госбанка была переименована в Карело-Финскую республиканскую контору Госбанка.
Летом 1940 года в составе КФССР на новых территориях было образовано семь новых районов, и количество отделений конторы Госбанка соответственно возросло.

### Отделение Банка России — Национальный банк по Республике Карелия
15 мая 2014 года Банк России издал приказ, согласно которому Национальный банк Республики Карелия был преобразован в отделение — Национальный банк по Республике Карелия Северо-Западного главного управления Центрального банка Российской Федерации.

## Руководители
- Грепачевский Аполлон Николаевич — 1911—1912 годы;
- Поздняков Дмитрий Михайлович — 1913—1916 годы;
- Бетинг Адольф Карлович — 1916—1918 годы;
- Лейшгольд Яков Борисович — 1922—1926 годы;
- Талунтис Станислав Яковлевич — 1926—1927 годы;
- Савандеев Георгий Степанович — 1927—1929 годы;
- Поцелуев Степан Филиппович — 1929—1934 годы;
- Фомин, Валериан Петрович — 1934—1935 годы;
- Голубев Глеб Иванович — 1935—1937 годы;
- Кузнецов Евгений Михайлович — 1937—1950 годы;
- Зверев Кузьма Иванович — 1950—1967 годы;
- Петрова Антонина Васильевна — 1967—1980 годы;
- Филипьев Леонид Максимович — 1980—2004 годы;
- Кулешова Елена Николаевна — 2004—2018 годы;[3]
- Автухова Юлия Леонидовна — 2018—2019 годы (и. о. управляющего);
- Чекан Вадим Владимирович — с 2019 года.